# Märrklobb
Märrklobb este o arie protejată (arie de protecție specială avifaunistică — SPA) din Finlanda întinsă pe o suprafață de 1,75 ha, integral pe uscat.

## Localizare
Centrul sitului Märrklobb este situat la coordonatele 60°25′38″N 21°05′46″E / 60.42727°N 21.09612°E.

## Înființare
Situl Märrklobb a fost declarat arie de protecție specială avifaunistică în octombrie 2020 pentru a proteja 4 specii de animale.

## Biodiversitate
Situată în ecoregiunea boreală, aria protejată conține 1 habitat natural: Insulițe și insule mici din Baltica boreală.
La baza desemnării sitului se află mai multe specii protejate de  păsări (4): pescăriță mare (Hydroprogne caspia), Larus fuscus fuscus, chiră de baltă (Sterna hirundo), Sterna paradisaea.